# Johann Gottfried von Hoyer (Generalleutnant)
Johann Gottfried Hoyer, ab 1784 von Hoyer (* 1726 in Dresden; † 28. März 1802 ebenda) war ein kursächsischer Generalleutnant sowie langjähriger Direktor der sächsischen Artillerieschule. Im Jahr 1784 wurde er vom Kaiser in den Reichsadelsstand erhoben.

## Leben

### Herkunft
Er war der Sohn des kurfürstlich-sächsischen Hofjägers Gottfried Hoyer und dessen Ehefrau Johanna Sophie Schramm. Der preußische Generalmajor Johann Gottfried von Hoyer (1767–1848) war sein Neffe.

### Werdegang
Er trat 1743 freiwillig als Unteroffizier in das sächsische Artilleriekorps ein. Dort wurde er 1746 zum Stückjunker, 1762 zum Hauptmann und 1771 zum Major befördert. Nachdem er den Prinzen des kurfürstlichen Hauses Unterricht in der Artillerierwissenschaft erteilt hatte, wurde er im Jahre 1772 zum Direktor der 1766 gegründeten Artillerieschule. In dieser Position wurde er 1777 zum Oberstleutnant, 1784 zum Obersten und 1792 zum Generalmajor befördert. Nachdem er bereits 1784 in den Adelstand erhoben worden war, wurde er 1793 zum Oberzeugmeister befördert.
Er trat 1799 als Direktor und Generalleutnant zurück und starb 1802.
Hoyer hatte großen Einfluss auf die Entwicklung der sächsischen Artillerie. Als Schuldirektor war er um eine Verbindung von theoretischem und praktischen Unterricht bemüht. Außerdem führte er zahlreiche Veränderungen beim Material ein, dabei wurde er vom späteren Hauptmann Friedrich Wilhelm Raabe unterstützt. Durch Hoyer wurden die 4-Pfund-Granaten und die 4-Pfünder-Artillerie eingeführt, außerdem die Richtschraube bei Mörsern, wo man zuvor einen einfachen Holzkeil verwendete.
1775 schrieb er zur Einführung der Granatstücke:

„gleich zwar jetzt beinahe alle Armeen die Artillerie bis zur Ausschweifung vermehren, so halte ich es doch für zweckmäßiger sich die möglich beste statt, der möglich zahlreichsten Artillerie zu verschaffen, um aus einer etwas geringeren Anzahl größeren Nutzen zu ziehen. Die Regimentsstücke damals (leichte 4-pfünder) gestatten keine angemessene Schußweite und die Kartätschenwirkung ist nicht bedeutend; sie bleiben aber des leichten in Fortkommens wegen vor der Hand unentbehrlich. Das schwere Geschütz fällt der Infanterie bei ihren Bewegungen durch sein großes Gewicht zu sehr zur Last und es entsteht hieraus das jetziger Tattik angemessene Problem für die Artillerie Geschütz herzustellen, welches von großem Kaliber aber leicht zu transportiren und zu handhaben, dabei dauerhaft und von der nöthigen Wirkung ist.“

1780 erfolgte die Einführung von Protzenkästen und 4-rädigen Munitionswagen. Außerdem wurde die Feldbatterien in zwei Linien reorganisiert. Dazu erhielten die Brigaden 3 Batterien, dazu kam eine zusätzliche Reservebatterie mit 4 Batterien zur freien Disposition. Viele weitere Ideen von Hoyer wurden nicht umgesetzt, da er im Gegensatz zum Kommandeur der Feldartillerie, dem General Freiherr Johann Friedrich von Hiller (1723–1803) stand.

### Familie
Hoyer heiratete am 9. September 1761 in Dresden Eleonora Christiane von Langen (* 13. Dezember 1736; † 8. April 1794). Das Paar hatte mehrere Kinder, darunter:
- Johann Gottfried (1766–1812), Major der Artillerie
- Karl Gottfried (* 5. Juli 1770; † 15. Mai 1825), Kapitän der Kavallerie (Stammvater der österreichischen und russischen Linie)

⚭ 1799 Marie Katharine Karoline Riedel (* 20. August 1775; † 16. September 1813)
⚭ 1819 Johanna Gottliebe Juliane von Uechtritz (* 10. Oktober 1783; † 20. Juli 1832)
- Gustav Gottfried (* 27. September 1772; † 10. August 1821), Oberst der Artillerie[4] ⚭ 1797 Karoline von Schönberg (* 13. Januar 1776; † 1833)